# コンスタンス・タルマッジ
コンスタンス・アリス・タルマッジ（Constance Alice Talmadge、1898年4月19日 - 1973年11月23日）は、アメリカ合衆国の無声映画時代の女優である。女優ノーマ・タルマッジ、ナタリー・タルマッジの妹である。

## 若年期
タルマッジは1898年4月19日にニューヨーク市ブルックリン区の貧しい家庭に生まれた。アルコール依存症の父フレデリックは、タルマッジが幼いときに家族を置いて家を出た。残された母マーガレット（愛称ペグ）は、洗濯を請け負い、絵画教室を開き、化粧品の販売をするなどして生計を立て、3人の娘を育てた。
ノーマをニッケルオデオン（映画館）で上映されていたイラストレイテッド・ソングのスライドのモデルにしてはどうかと友人から勧められた母ペグの決断により、姉のノーマは映画女優となった。そして、ペグが撮影現場にナタリーとコンスタンスも連れて行ったことから、2人も映画に出演するようになった。

## キャリア

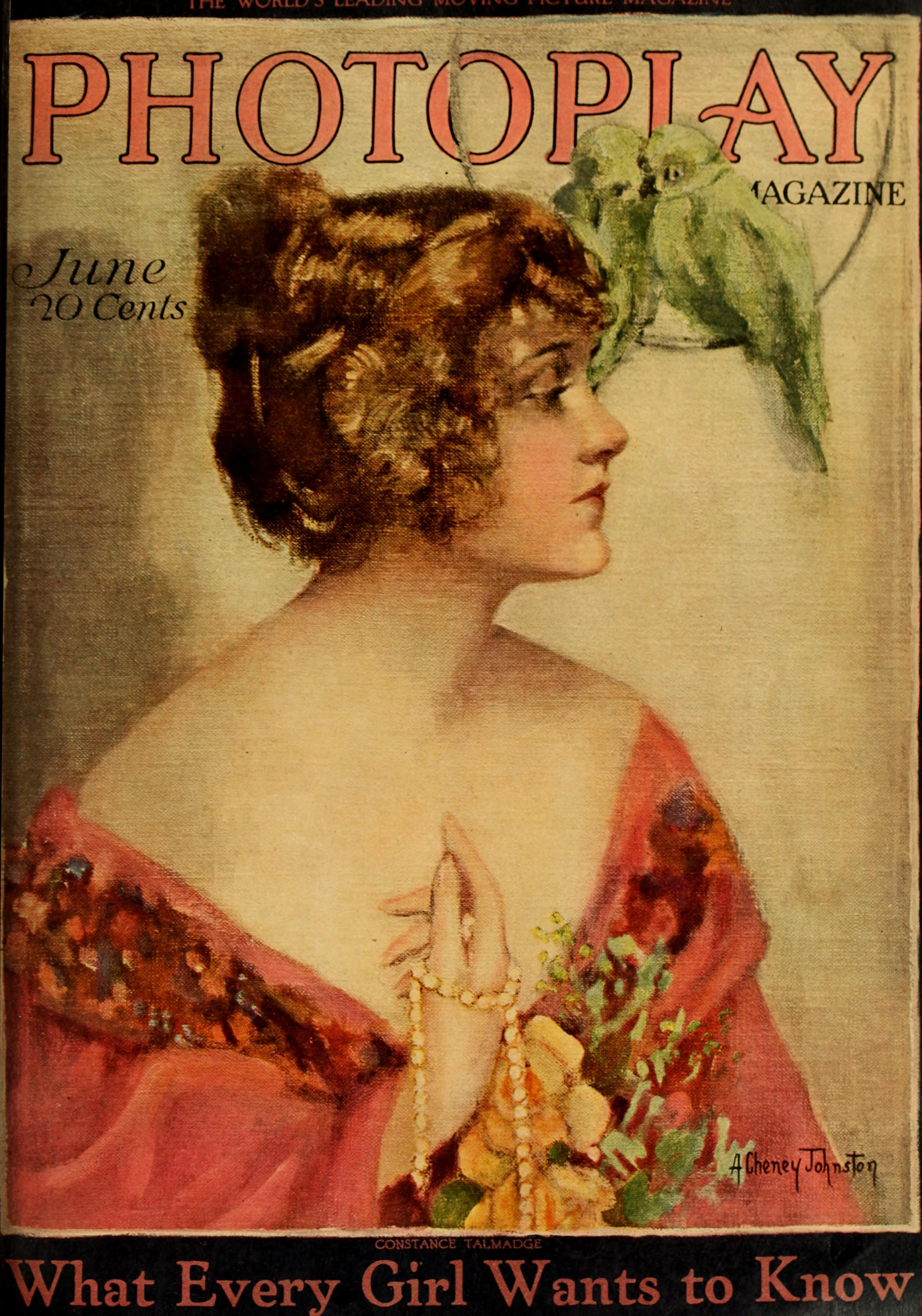
『フォトプレイ』誌の表紙（1919年）

タルマッジは、既に姉のノーマが所属していたヴァイタグラフ・スタジオの1914年の短編コメディ映画"In Bridal Attire"で女優デビューした。ノーマがメロドラマを得意としたのに対し、コンスタンスの得意分野は喜劇だった。初めて主役を務めたのは、1916年のD・W・グリフィス監督の映画『イントレランス』の「バビロン編」の山の娘役だった。グリフィスは、『イントレランス』が公開され各映画館に配給された後も、新しいシーンを追加撮影して再編集を繰り返していた。その撮り直し中のロサンゼルスのスタジオの楽屋にいたタルマッジを、映画評論家のグレース・キングスリーが見つけ、「あなたは本当にあの猛獣のような馬を操ったのですか?」と訊ねた。タルマッジは「確かにそうです。この前の夜、2人の女性が公会堂で私の後に座っていました。彼女たちは『当然彼女は自分であの馬を操ってはいない。誰が代わりに操縦したんだろう?』と言っていました。私がどうしたかわかる? 私は振り返って彼女たちに『私の膝をお見せしたいものです。あのチャリオットのダッシュボードに乗って、まだアザがあるのです』と言いました」と答えた。

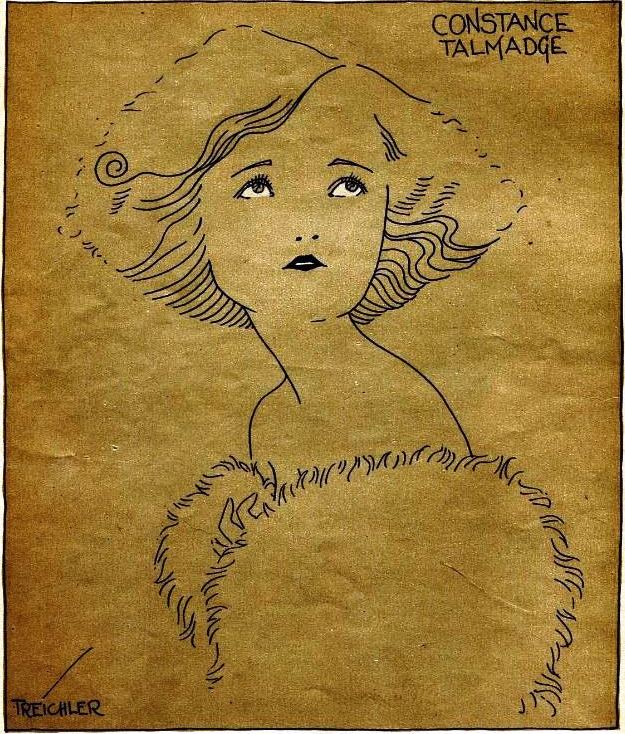
トレイヒラーによるタルマッジの肖像。『スクリーンランド』誌1921年12月号より

タルマッジが演じた「山の娘」の人気が出たことから、1919年にグリフィスは、『イントレランス』のバビロン編を『バビロンの陥落』(The Fall of Babylon)という独立した作品として公開した。ただし、オリジナルでは山の娘の死のシーンで終わっていたのを、ハッピーエンドに改変した。
タルマッジの友人の女優・脚本家で、タルマッジのために多くの脚本を書いたアニタ・ルースは、タルマッジのユーモアとその「無責任な」生き方を高く評価した。タルマッジはキャリアを通じて80本以上の映画に出演し、『緑の靴下』（1918年）、Happiness a la Mode（1919年）、Romance and Arabella（1919年）、『亭主の好きな』（1921年）、『浮気女房』（1922年）などの多くのコメディ映画に出演した。

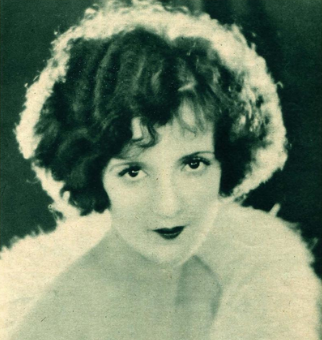
コンスタンス・タルマッジ（1923年）

キャリアの初期には、姉たちと共に多数の仕事の依頼を受けていた。1923年の"Blue Book of the Screen"に掲載されたタルマッジのプロフィールには、「身長5フィート5インチ（168センチメートル）、体重120ポンド（54キログラム）、ブロンドの髪と茶色の瞳、アクティビティが好きなアウトドアガール」とある。
1920年、『グリーンブック』誌のライターからどんな話をやりたいのか訊かれたタルマッジは、次のように答えた。
毎週60本以上の台本を受け取りますが、私が真に望むような喜劇を手に入れるのは非常に困難です。私が望むのは風俗喜劇であり、日々の些細な欠点や脆さという意味で、滑稽なほど人間的なものを理解して喜ばせるからこそ面白い喜劇であり――スラップスティックな喜劇ではなく、繊細な喜劇です。
私は人を笑わせるのが好きです。第二に、この種の仕事が私にとって簡単で最も自然なものであるため、私はあまり感情的なタイプではありません。私の姉は、長いドレスと白いレースの帽子に詰め込んだ2つのソファクッションを死んだ赤ん坊のように見せて、本物の涙を流すことができました。そして、彼女はそれを説得力を持っておこなったので、その前にいた900人が彼女と一緒に泣きました。これが本当の芸術ですが、私の才能ならば、不条理な顔をしながら、パッドを入れた赤ん坊を膝の上で何度も蹴り上げて、同じ900人を大笑いさせるでしょう。

## 引退後
1929年にトーキーが登場すると、タルマッジはそれに挑戦することなく、人気絶頂のうちに映画界を去った。姉のノーマは数本のトーキーに出演したものの、三姉妹はほぼ同時期に引退した。タルマッジの出演作で現存するものはわずかである。
引退後は不動産投資やその他の事業を行った。芸能活動で蓄えた莫大な財産と、3度の離婚による慰謝料により、生涯お金に困ることはなかった。
晩年のタルマッジは、父と同様にアルコール依存症となり、友人やかつての俳優仲間たちとの交流も避けて引き籠もるようになった。1960年代に演劇プロデューサーのレナード・シルマンがタルマッジにブロードウェイ・ミュージカルへの出演をオファーしたが、「冗談でしょう? 私は映画スターだったときも演技はできなかったんだから!」と冗談を言ってそれを断った。
タルマッジは肺炎のため1973年11月23日に死去した。遺体はハリウッド・フォーエバー墓地に埋葬された。
ハリウッド・ウォーク・オブ・フェームのハリウッド・ブールバード6300番地にタルマッジの星がある。

## 私生活

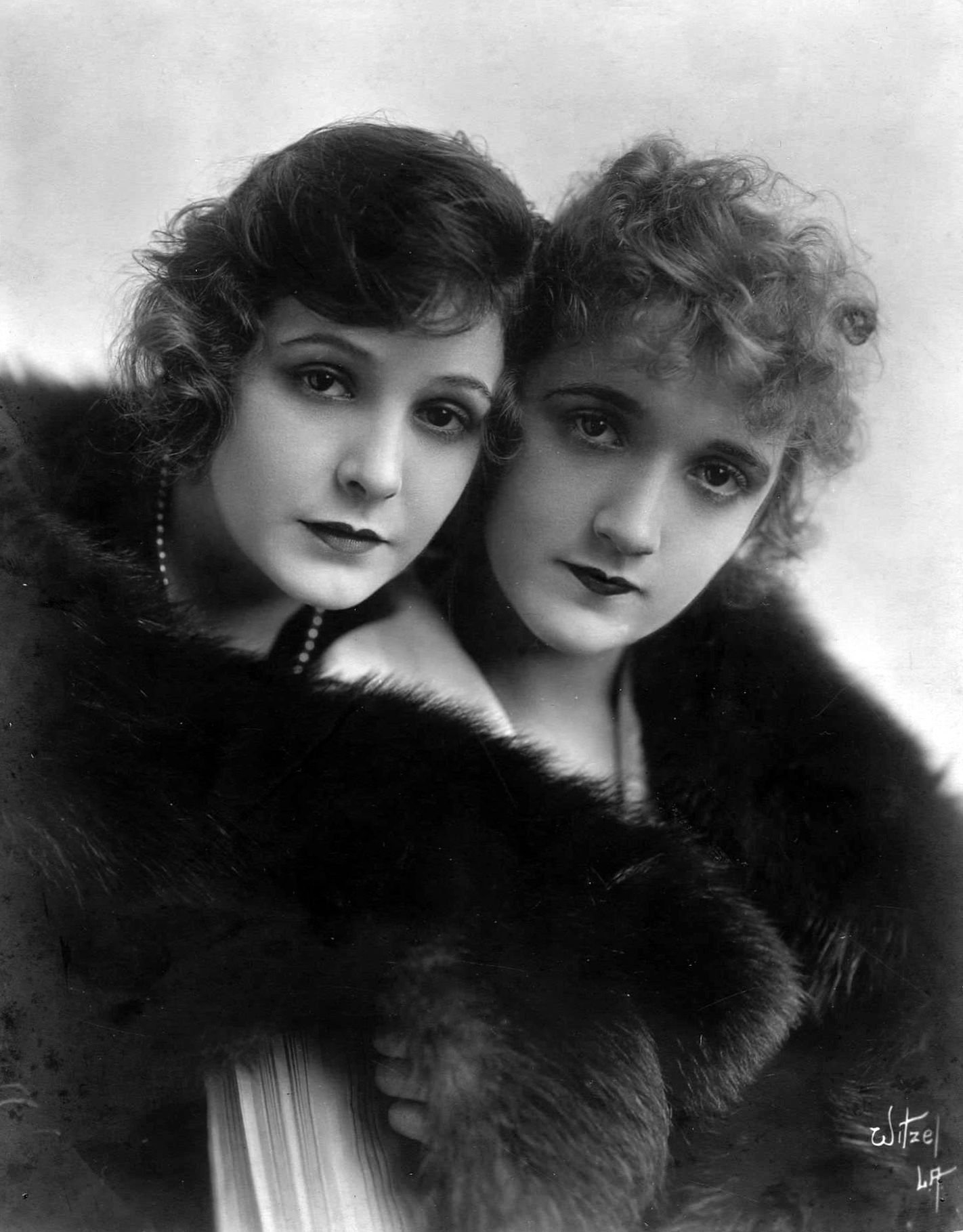
ノーマとコンスタンス

タルマッジは生涯に4度結婚したが、いずれも子供はもうけなかった。
最初の結婚は、ギリシャ人のタバコ輸入業者ジョン・ピアログルー(John Pialoglou)とのもので、1920年にドロシー・ギッシュ、ジェームズ・レニーとのダブル結婚式が行われた。ギリシャ国民であるピアログルーとの結婚により、タルマッジはアメリカ市民権を失った。2年後にピアログルーと離婚し、帰化申請を行ってアメリカ市民権を回復した。
1926年2月にスコットランドの軍人のアラステア・ウィリアム・マッキントッシュ(Alastair William Mackintosh)と結婚したが、翌1927年に不倫を理由に離婚した。なお、マッキントッシュが再婚後にもうけた娘の子供が作家のエドワード・セント・オービンである。
1929年5月にタウンゼント・ネッチャー(Townsend Netcher)と結婚し、1939年に離婚した。1939年にウォルター・マイケル・ギブリン(Walter Michael Giblin)と結婚し、1964年に死別した。

## フィルモグラフィ

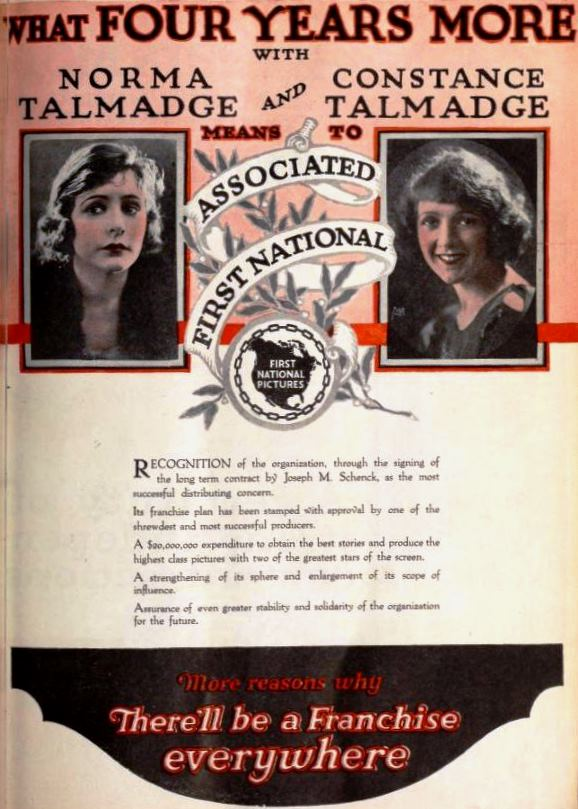
ノーマ・タルマッジとコンスタンス・タルマッジが出演する映画の広告（『エグジビターズ・ヘラルド』1920年12月25日号）

| 短編 | 短編                                                   | 短編                              | 短編                   | 短編     |
| 年   | タイトル                                               | 役                                | 備考                   | 保存状態 |
| ---- | ------------------------------------------------------ | --------------------------------- | ---------------------- | -------- |
| 1914 | Buddy's First Call                                     | Grace Forster                     |                        |          |
| 1914 | The Maid from Sweden                                   | Marie Cook                        |                        |          |
| 1914 | Our Fairy Play                                         | Helen Payne - the Actress         |                        |          |
| 1914 | The Moonstone of Fez                                   | Winifred Osborne                  |                        |          |
| 1914 | Uncle Bill                                             | Gladys                            |                        |          |
| 1914 | Buddy's Downfall                                       | Lily - the City Flirt             |                        |          |
| 1914 | The Mysterious Lodger                                  | Lucy Lane                         |                        |          |
| 1914 | Father's Timepiece                                     | Marjorie Stillwell                |                        |          |
| 1914 | The Peacemaker                                         | Kitty Grey                        |                        |          |
| 1914 | The Evolution of Percival                              | Mildred                           |                        |          |
| 1914 | In Bridal Attire                                       | Mary                              |                        |          |
| 1914 | Fixing Their Dads                                      | Florence                          |                        |          |
| 1914 | The Egyptian Mummy                                     | Florence Hicks                    |                        |          |
| 1914 | Forcing Dad's Consent                                  | Connie Boggs                      |                        |          |
| 1915 | In the Latin Quarter                                   | Manon                             |                        | 不完全   |
| 1915 | Billy's Wager                                          | Connie                            |                        |          |
| 1915 | The Green Cat                                          | Constance                         |                        |          |
| 1915 | The Young Man Who 'Figgered                            | Nan Tubbs                         |                        |          |
| 1915 | Burglarious Billy                                      | Nellie                            |                        |          |
| 1915 | A Study in Tramps                                      | Mary Stretch                      |                        |          |
| 1915 | The Master of His House                                | Mrs. Greene                       |                        |          |
| 1915 | The Lady of Shalott                                    | Minor Role                        |                        |          |
| 1915 | The Boarding House Feud                                | Connie Drexel                     |                        |          |
| 1915 | The Vanishing Vault                                    | Connie                            |                        |          |
| 1915 | Spades Are Trumps                                      | Ella Cunningham                   |                        |          |
| 1915 | Bertie's Stratagem                                     | Letty Grey                        |                        |          |
| 1915 | Insuring Cutey                                         | Cutey's Bride                     |                        |          |
| 1915 | Billy the Bear Tamer                                   | Constance                         |                        |          |
| 1915 | A Keyboard Strategy                                    | Mrs. Walter Gibson                |                        |          |
| 1915 | Can You Beat It?                                       | Dill - Pike's Wife                |                        |          |
| 1915 | Beached and Bleached                                   |                                   |                        |          |
| 1915 | The Little Puritan                                     | Corinne                           |                        |          |
| 1916 | The She-Devil                                          |                                   |                        |          |
| 1916 | 電話結婚 The Matrimaniac                               | Marna Lewis                       |                        | 現存     |
| 長編 |                                                        |                                   |                        |          |
| 年   | タイトル                                               | 役                                | 備考                   | 保存状態 |
| 1915 | Captivating Mary Carstairs                             | Bit Part                          | クレジットなし         |          |
| 1915 | Georgia Pearce                                         |                                   |                        |          |
| 1916 | 疑問の釦 The Missing Links                             | Laura Haskins                     | ノーマ・タルマッジ主演 | 喪失     |
| 1916 | イントレランス Intolerance                             | 王妹マルグリット / 山の娘         |                        | 現存     |
| 1916 | The Microscope Mystery                                 | Jessie Barton                     |                        |          |
| 1917 | A Girl of the Timber Claims                            | Jessie West                       | 主演                   |          |
| 1917 | Betsy's Burglar                                        | Betsy Harlow                      | 主演                   | 喪失     |
| 1917 | The Lesson                                             | Helen Drayton                     | 主演                   |          |
| 1917 | Scandal                                                | Beatrix Vanderdyke                | 主演                   |          |
| 1917 | The Honeymoon                                          | Helen Drayton                     | 主演                   |          |
| 1918 | The Studio Girl                                        | Celia Laird                       | 主演                   |          |
| 1918 | The Shuttle                                            | Bettina Vandepoel                 | 主演                   |          |
| 1918 | 桃色の女 Up the Road with Sallie                       | Sallie Waters                     | 主演                   | 現存     |
| 1918 | 心臓乱舞 Good Night, Paul                              | Mrs. Richard                      | 主演                   | 現存     |
| 1918 | 緑の靴下 A Pair of Silk Stockings                      | Mrs. Molly Thornhill              | 主演                   | 現存     |
| 1918 | 浮気は禁物 Sauce for the Goose                         | Kitty Constable                   | 主演                   | 不明     |
| 1918 | 焼餅は御損に候 'Mrs. Leffingwell's Boots               | Mrs. Leffingwell                  | 主演                   | 不明     |
| 1918 | A Lady's Name                                          | Mabel Vere                        | 主演                   | 不完全   |
| 1919 | Who Cares?                                             | Joan Ludlow                       | 主演                   | 喪失     |
| 1919 | Romance and Arabella                                   | Arabella Cadenhouse               | 主演                   | 喪失     |
| 1919 | 試みの結婚 Experimental Marriage                       | Suzanne Ercoll                    | 主演                   | 不明     |
| 1919 | 隠れたる冒険 The Veiled Adventure                      | Geraldine Barker                  | 主演                   | 現存     |
| 1919 | Happiness a la Mode                                    | Barbara Townsend                  | 主演                   | 不明     |
| 1919 | 気侭な妻 A Temperamental Wife                          | Billie Billings                   | 主演                   | 現存     |
| 1919 | 笑みのたたり A Virtuous Vamp                           | Gwendolyn Armitage / Nellie Jones | プロデューサー兼主演   | 現存     |
| 1920 | 二週の後 Two Weeks                                     | Lillums Blair                     | 主演                   | 現存     |
| 1920 | 罪人を求めて In Search of a Sinner                     | Georgianna Chadbourne             | 主演                   | 不明     |
| 1920 | 恋の名人 The Love Expert                               | Babs                              | プロデューサー兼主演   | 現存     |
| 1920 | 無条件 The Perfect Woman                               | Mary Blake                        | 主演                   | 現存     |
| 1920 | 想出の海水着 Good References                           | Mary Wayne                        | 主演                   | 現存     |
| 1920 | 危険な商売 Dangerous Business                          | Nancy Flavelle                    | 主演                   | 喪失     |
| 1921 | 愛人の許へ Mama's Affair                               | Eve Orrin                         | 主演                   | 現存     |
| 1921 | 恋のお稽古 Lessons in Love                             | Leila Calthorpe                   | 主演                   | 現存     |
| 1921 | 亭主の好きな Wedding Bells                             | Rosalie Wayne                     | 主演                   | 喪失     |
| 1921 | 心嬉しさ恐ろしさ Woman's Place                         | Josephine Gerson                  | 主演                   | 現存     |
| 1922 | 踊り子懐かし Polly of the Follies                      | Polly Meacham                     | プロデューサー兼主演   | 喪失     |
| 1922 | 太古の恋人 The Primitive Lover                         | Phyllis Tomley                    | プロデューサー兼主演   | 現存     |
| 1922 | 恋に国境なし East Is West                              | Ming Toy                          | プロデューサー兼主演   | 現存     |
| 1923 | ダルシー Dulcy                                         | Dulcy                             | 主演                   | 喪失     |
| 1923 | The Dangerous Maid                                     | Barbara Winslow                   | 主演                   | 現存     |
| 1924 | 金魚娘 The Goldfish                                    | Jennie Wetherby                   | 主演                   | 不完全   |
| 1924 | 桃色の夜は更けて Her Night of Romance                  | Dorothy Adams                     | プロデューサー兼主演   | 現存     |
| 1924 | 滑稽ホリウッド In Hollywood with Potash and Perlmutter | 本人役                            |                        | 喪失     |
| 1925 | 恋の手ほどき Learning to Love                          | Patricia Stanhope                 | 主演                   | 不完全   |
| 1925 | キートンのセブン・チャンス Seven Chances               | Girl in Car                       | クレジットなし         | 現存     |
| 1925 | 亭主教育 Her Sister from Paris                         | Helen Weyringer / La Perry        | 主演                   | 現存     |
| 1926 | 粋な殿様 The Duchess of Buffalo                        | Marian Duncan                     | プロデューサー兼主演   | 現存     |
| 1927 | 桃色女白浪 Venus of Venice                             | Carlotta                          | プロデューサー兼主演   | 不完全   |
| 1927 | 恋のかけひき Breakfast at Sunrise                      | Madeleine                         | プロデューサー兼主演   | 現存     |
| 1929 | ヴィーナス Venus                                       | Princess Beatrice Doriani         | 主演                   | 不明     |